# Чернобаевская поселковая община
Не путать с Чернобаевская сельская община
Чернобаевская поселковая община (укр. Чорнобаївська селищна громада) — территориальная община на Украине, в Золотоношском районе Черкасской области. Административный центр — поселок Чернобай. Создана в результате административно-территориальной реформы в 2020 году. Площадь общины — 616.2 км², численность населения — 20598 человек.

## Населенные пункты
Членами общины являются 26 населенных пунктов, среди которых есть 4 поселка и 22 села.

### Поселки
- Чернобай
- Ивановка
- Приветное
- Вишневка

### Села
- Бакаево
- Богодуховка
- Большая Буримка
- Великие Каневцы
- Веселый Подол
- Веселый Хутор
- Григоровка
- Красневка
- Лукашовка
- Мало Буримка
- Малые Каневцы
- Марьяновка
- Михайловка
- Мохнач
- Нове Життя
- Новоселица
- Новоукраинка
- Савковка
- Старый Мохнач
- Тарасовка
- Франковка
- Крестительское

## Население
На момент 2020 года Чернобаевская поселковая община насчитывает 20598 человек.

### Языковой состав
Языковой состав указан по данным в переписи населения Украины (2001 год).
| Язык             | Численность, человек | Процент |
| ---------------- | -------------------- | ------- |
| Украинский       | 24 974               | 97,43 % |
| Русский          | 556                  | 2,18 %  |
| Армянский        | 41                   | 0,16 %  |
| Белорусский      | 26                   | 0,1 %   |
| Румынский        | 13                   | 0,05 %  |
| Другой/не указан | 21                   | 0,08 %  |
| Итого:           | 25 633               | 100 %   |